# Héctor Hurtado (homme politique vénézuélien)
Pour les articles homonymes, voir Héctor Hurtado.
Héctor Hurtado est un homme politique vénézuélien né en 1918 et mort à une date inconnue. Il a été deux fois ministre des Impôts, compétence aujourd'hui incluse dans le ministère de l'Économie et des Finances, entre 1974 et 1977, puis entre 1987 et 1989. Entretemps, il a détenu le portefeuille de l'Équipement entre 1984 et 1986.